# Otto Lienau
Otto Lienau (ur. 1 kwietnia 1877 w Berlinie, zm. 4 października 1945 w Neustadt/Holsztyn) – prof. zwycz. budowy okrętów i statyki konstrukcji statków.

## Życiorys
Absolwent Politechniki Monachijskiej i Politechniki Berlińskiej, po studiach pracował w przemyśle stoczniowym.
Od 1909 roku pracował jako profesor zwyczajny praktycznej budowy okrętów i statyki konstrukcji statków na Politechnice Gdańskiej, w latach 1930–1931 był rektorem tej uczelni.
W 1929 roku otrzymał tytuł doktora inżyniera honoris causa Politechniki Berlińskiej.